# الهريردات (سيدي هلال)
الهريردات هو دُوَّار يقع بجماعة عرباوة، إقليم القنيطرة، جهة الرباط سلا القنيطرة في المملكة المغربية. ينتمي الدوّار لمشيخة سيدي هلال التي تضم 8 دواوير. يقدر عدد سكانه بـ 421 نسمة حسب الإحصاء الرسمي للسكان والسكنى لسنة 2004.

## روابط خارجية
- البوابة الوطنية للجماعات الترابية
- المندوبية السامية للتخطيط